# François Guériff de Lanouan
François Guériff de Lanouan, né le 7 septembre 1741 à Saint-Nazaire (Bretagne) et mort le 4 novembre 1793 à La Pommeraye (Vendée), est un chef royaliste de la Révolution française, officier de l'Association bretonne.

## Biographie
François-René-Marie de Guériff de Lanouan naît le 7 septembre 1741 à Saint-Nazaire au château de Beauregard. 
Seigneur de la maison noble de Beauregard, il adhère à l'Association bretonne en 1792.
Il recrute des soldats déserteurs et constitue une troupe qui se regroupe à Saint-Nazaire. Le 16 mars 1793, à la tête de 4 000 hommes, il se dirige vers Guérande qu'il attaque le 18 mars, aux côtés de Thomas de Caradeuc. Le lendemain, il se rend maître du Croisic.
Le 30 mars, devant l'avancée des troupes du général Beysser, il évacue Guérande et se réfugie en Brière avec 200 de ses hommes, et y demeure jusqu'en octobre de la même année.
Le tribunal révolutionnaire de Guérande émet un mandat d'amener à son encontre le 5 octobre 1793 et il décide de se joindre aux Vendéens, au sud de la Loire. Il meurt de maladie à La Pommeraye le 24 novembre 1793.
Il est l'époux de Françoise-Charlotte de Guériff puis, en 1774, de Marie-Marguerite de l’Estourbeillon.